# Нанка-Мару
Нанка-Мару — транспортне судно, яке під час Другої світової війни брало участь у операціях японських збройних сил на Тихому океані. 
Судно спорудили як SS Visigoth в 1906 році на шотландській верфі Mcmillan A. & Son Ltd. у Дамбартоні для компанії Nomadic Steamship. З 1915-го власником виступала Helmsdale S. S. Co., а в 1922-му судно продали японській Yamamoto Kisen, що використовувала його як «Нанква-Мару» (Nankwa Maru) або «Нанка-Мару» (Nanka Maru). В 1935-му судно продали Kotani Mokonosuke. 
Відомо, що щонайменше у травні – серпні 1943-го «Нанка-Мару» курсувало між портами Японії та Китаю.
В листопаді 1943-го судно реквізували для потреб Імперської армії Японії. Станом на початок січня 1944-го «Нанка-Мару» було у Манілі, звідки 2 – 12 січня прослідувало в конвої H-12 до затоки Кау на острові Хальмахера зі складу Молуккського архіпелагу (північний схід Нідерландської Ост-Індії), який, зокрема, відігравав важливу роль у постачанні японських сил на заході Нової Гвінеї.
15 січня 1944-го судно вийшло в конвої, що прямував до новогвінейського Манокварі (північно-східний кут півострова Чендравасіх). Втім, саме «Нанка-Мару» 17 січня відокремилось та зайшло до Соронгу (північно-західний кут півострова Чендравасіх), де тієї ж доби отримало пошкодження унаслідок повітряної атаки та було змушене розпочати ремонт. Є відомості, що 27 січня «Нанка-Мару» отримало нові пошкодження під час авіанальотів на Соронг. Втім, це не завадило йому 31 січня разом зі ще одним транспортом під охороною мінного загороджувача «Аотака» вийти з Соронгу щоб приєднатись до конвою, який прямував до острова Хальмахера. За кілька годин після опівночі 1 лютого 1944-го на вході до затоки Кау американський підводний човен USS Hake атакував конвой, торпедував та потопив два судна. Одним з них стало «Нанка-Мару», разом з яким загинуло 7 членів екіпажу та 258 осіб з допоміжного тайванського формування. 